# Samuel Ocaña García
Samuel Ocaña García (Arivechi, 7 de septiembre de 1931-Hermosillo, 31 de diciembre de 2024) fue un médico y político mexicano, miembro del Partido Revolucionario Institucional. Fue gobernador de Sonora entre 1979 y 1985, fue muy respetado entre la clase política y la población en general, dio un importante impulso a las instituciones culturales, a pesar de que no inició su carrera en el PRI, sino en una organización de carácter marxista, el Partido Popular Socialista.

## Biografía

### Infancia y adolescencia
Ocaña García nació en el poblado de Arivechi el 7 de septiembre de 1931, proveniente de una familia de escasos recursos, en su niñez comenzó sus estudios en su lugar de nacimiento, pero para culminar y seguir con su educación básica se mudó a la ciudad de Hermosillo, la capital estatal, ingresando a un internado para hijos de militantes del ejército, y comenzó a trabajar como obrero en una maquiladora textil, ahí fue miembro fundador del primer sindicato de textiles en el estado.
Después, se mudó a la Ciudad de México para proseguir con su educación e ingresó Escuela Superior de Medicina Rural, en el Instituto Politécnico Nacional (IPN), en ese tiempo que vivió en la capital del país, conoció al expresidente de la república Adolfo de la Huerta, con quien tuvo la oportunidad de trabajar durante los últimos años de vida de De la Huerta.

### Culminación de estudios e inicios políticos
Ocaña García logró egresar como médico, pero siguió estudiando, en 1958 ingresó al Instituto Nacional de Neumología, donde se especializó en neumología y cirugía del tórax. Casi al mismo tiempo comenzó a impartir clases en la Universidad Autónoma de México (UNAM), e inició una carrera política al ingresar al Partido Popular Socialista, el cual era dirigido por Vicente Lombardo Toledano, Ocaña  inició participaciones en distintas actividades del partido, reivindicándose como marxista, pero retiró de éste durante unos movimientos de huelga de mineros de Coahuila en el D.F., también se retiró de esta ciudad, terminó su especialidad médica y se regresó en 1961 a Sonora, específicamente a la ciudad de Navojoa. Ahí inició y dirigió el Hospital Regional de Neumología y Cirugía del Tórax y también impartió clases de biología en la Universidad de Sonora, campus Navojoa. Ingresó al PRI y fue director del Centro de Estudios Políticos Económicos y Sociales (CEPES).

### Alcaldía de Navojoa y Gobierno de estado
En 1973 se postuló para la alcaldía de Navojoa, logrando ganar y ser presidente municipal. Al terminar su administración municipal en Navojoa, en 1976 fue nombrado secretario de Gobierno por el gobernador Alejandro Carrillo Marcor, después, en 1979 Ocaña fue elegido candidato para el gobierno del estado, ganando el puesto, mediante el mismo partido. Durante su gobierno creó varias instituciones educativas y culturales como el museo y centro del Instituto Nacional de Antropología e Historia, El Colegio de Sonora, el Centro de Estudios Superiores del Estado de Sonora, la Sociedad Sonorense de Historia, el Centro Ecológico, entre otras.

### Alcaldía de Arivechi
Al concluir su administración estatal en 1985, su partido lo nombró delegado en Sinaloa, y después subsecretario de la Reforma Agraria, lo que causó que de nuevo se moviera a la Ciudad de México. Regresó a los pocos años y el entonces gobernador Manlio Fabio Beltrones lo eligió director del Centro Ecológico. Después, en el año de 1997 se postuló como alcalde en su natal Arivechi, la cual también la ganó. Concluyó la presidencia municipal de Arivechi en el año 2000. Luego, el gobernador Eduardo Bours lo nombró rector de la Universidad de la Sierra, durando pocos meses en el puesto.

### Actualidad y fallecimiento
Ocaña residió en el municipio de Arivechi; fue autoridad moral en la política regional. No fue un hombre activo después de su retiro en las decisiones del partido al que pertenecía, puesto que sus opiniones políticas variaban. Parecía aborrecer al  expresidente, Enrique Peña Nieto, pero fue entusiasta con la gobernadora Claudia Pavlovich durante su mandato, y al mismo tiempo tenía simpatías por Morena y fue presidente municipal de Arivechi por segunda ocasión  .